# Antiphrisson breviaristatus
Antiphrisson breviaristatus là một loài ruồi trong họ Asilidae. Antiphrisson breviaristatus được Lehr miêu tả năm 1972. Loài này phân bố ở vùng Cổ Bắc giới.